# Пейхль, Густав
Густав Пейхль (иногда Пайхль; нем. Gustav Peichl; 18 марта 1928, Вена — 17 ноября 2019, там же) — австрийский архитектор, один из лидеров венской школы.

## Биография
Окончил Академию изобразительных искусств в Вене в 1953 году.
С 1973 года является профессором Академии, в 1978—1988 годах занимал должность ректора.
В 1956 году начал карьеру независимого архитектора.
Пик карьеры зодчего пришелся на 1970-е годы, когда он спроектировал здание студий австрийского радио (ORF) в Зальцбурге, Инсбруке и Линце. Ставил пред собой задачу создать гармоническое сооружение, сочетающее эстетику природы и эстетику машины.
В 2002 году он основал архитектурную компанию Peichl & Partner.
Одновременно с архитектурной деятельностью Пейхль занимался карикатурой, работал в газетах Süddeutsche Zeitung и Presse под псевдонимом Ironimus.
Архитектор, старавшийся приспособить свою стилистику к требованиям постмодернизма.

## Наиболее известные работы

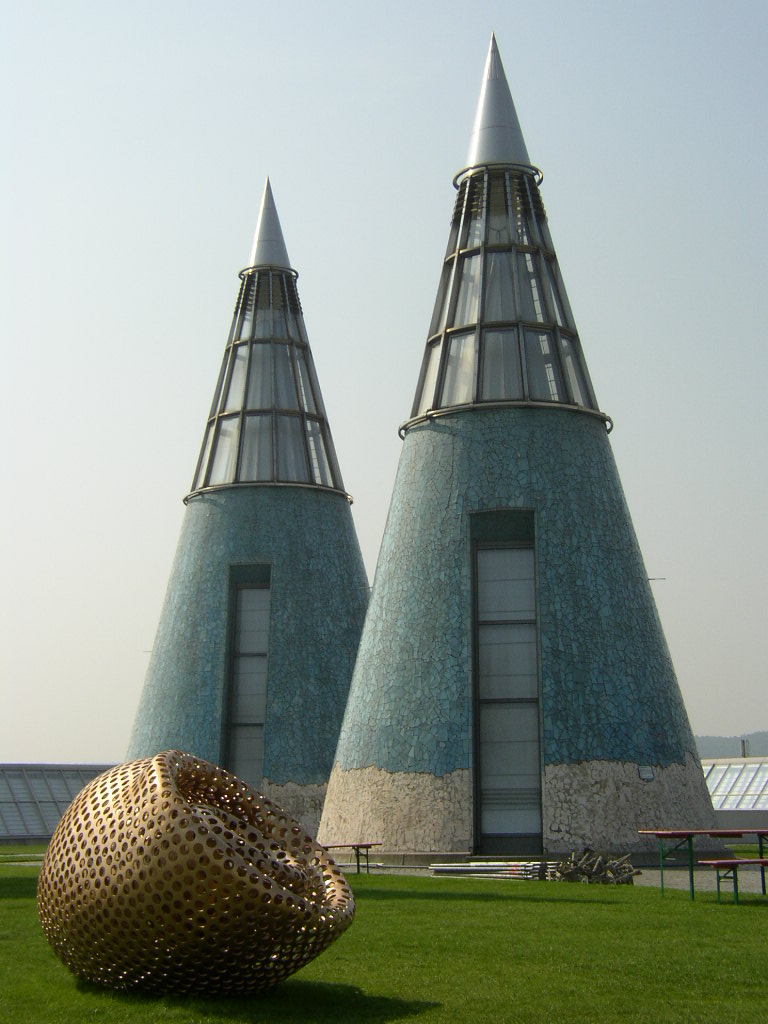
Музей Густава Пейхля

- Фабрика по переработке фосфатов в Берлине (1980—1985).
- Напоминающая внешним видом корабль; станция очистки воды в Западном Берлине (1986).
- Проект расширения городского музея во Франкфурте-на-Майне (1987—1990).
- Федеральный выставочный зал в Бонне (1987)

## Политическая карикатура
Под псевдонимом Иронимус Густав Пейхль в сентябре 1991 года изобразил Сербию в виде аллигатора в шапке с коммунистической звездой, заглатывающего Хорватию. Чуть позже (в мае 1992 года) Пейхль представил Сербию чудовищем, раненым и истекающим кровью, но по-прежнему представляющим опасность.

## Награды и премии
- Grand Austrian State Prize (1971)
- Reynolds Memorial Award (1975)